# Пастушенко-Синявіна Олена Миколаївна
Оле́на Микола́ївна Пастуше́нко-Синя́віна (* 1979) — українська легкотлетка, спеціалізувалася в бігу на 100 та 200 метрів.

## Життєпис
Народилася 1979 року. Представляла команду ЗСУ Харківської області.
Завоювала срібну медаль (дистанція 100 метрів) на чемпіонаті Європи 1999 року.
Змагалась в бігу на 200 метрів на Олімпійських іграх 2000 року.
В естафеті 4 х 100 метрів команда фінішувала п'ятою на чемпіонаті Європи 2002 року, 2003-го посіла четверте місце на чемпіонаті світу 2003 року.
Найкращий особистий час — 7,23 секунди на 60 метрів у приміщенні, досягнутий в січні 2000 року в Києві; 11,24 секунди на 100 метрів — липень 1999 року в Ґетборзі; 22.85 секунди на 200 метрів — липень 2000 року в Дортмунді.
Є співавторкою рекорду України в естафеті 4×100 метрів.